# Schweppes

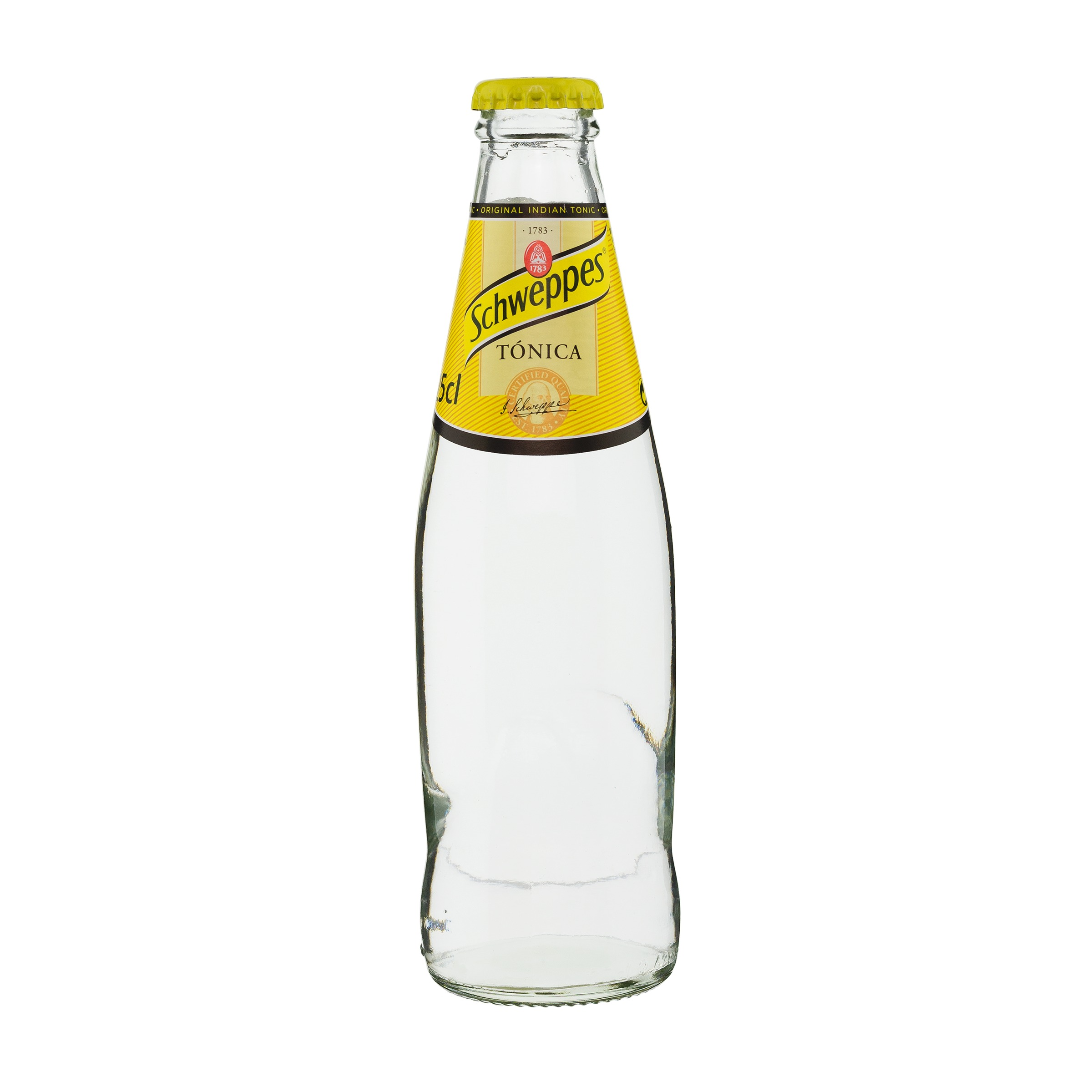
Schweppes Indian Tonic

Schweppes [ʃweps]IPA je značka perlivého nealkoholického nápoje, která má původ v Ženevě. Nápoj je vyráběn a distribuován po celém světě mnoha mezinárodními konglomeráty, v závislosti na licencích a regionu, které vyrábějí a prodávají nealkoholické nápoje.
Johann Jacob Schweppe nápoj vynalezl v roce 1783, poté v Ženevě založil firmu Schweppes. V roce 1792 se přestěhoval do Londýna, kde dále rozvíjel obchod. V roce 1969 se firma Schweppes sloučila s anglickou firmou Cadbury a vznikla společnost Cadbury Schweppes. Společnost byla rozdělena v roce 2008, přičemž z americké části se stala Keurig Dr Pepper (vlastník Dr Pepper nebo Canada Dry), ta stále vlastní licenci nápoje pro Severní Ameriku.
Společnost Coca-Cola nyní vlastní licenci na značku Schweppes na mnoha územích, včetně 21 evropských zemí. V dalších 22 evropských zemích (včetně Česka) je značka vlastněna společností Schweppes International Limited sídlící v Amsterdamu, která je dceřinou společností japonské firmy Suntory.
V Česku jsou dostupné varianty Schweppes Indian Tonic, Pink Tonic, Bitter Lemon, Ginger Ale a Citrus.